# Leuctra schmidi
Leuctra schmidi är en bäcksländeart som beskrevs av Aubert 1946. Leuctra schmidi ingår i släktet Leuctra och familjen smalbäcksländor. Inga underarter finns listade i Catalogue of Life.